# Koloratursopran

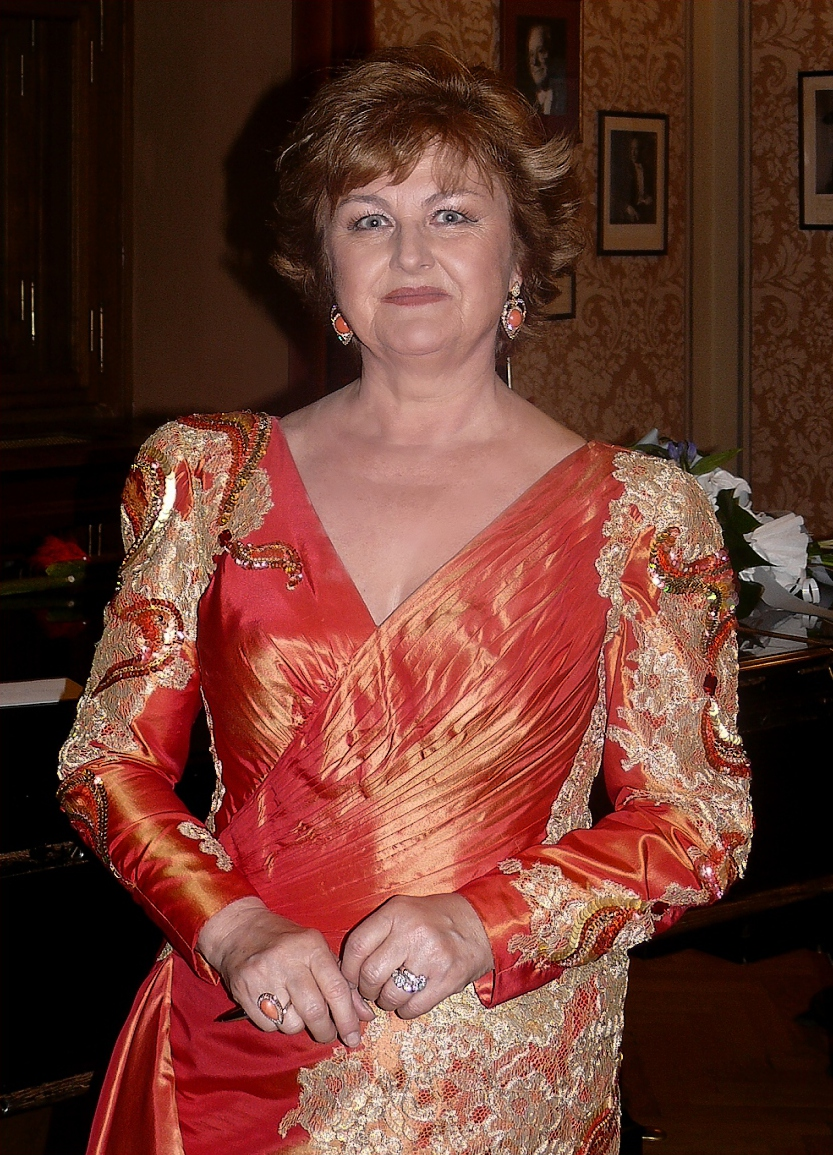
Edita Gruberová (1946-2021) var en världsberömd koloratursopran.

En koloratursopran är en sopran vars röst är särskilt lämpad för koloraturer, och innebär dels ett röstomfång, dels en teknik, dels en klangfärg. 
Kännetecknande för koloratursopraner är att de har ett högt register med klar klang samt den lätta rörligheten som koloraturer förutsätter, och ofta att de klarar av att använda sitt visselregister. Då rösten måste vara mycket vältränad och skolad för att klara av koloraturarior för sopraner, är benämningen även värdeladdad. När koloratursopran avser ett röstomfång förväntas sopranen kunna sjunga med full röst åtminstone upp till trestrukna d.
Det finns tre definitioner av koloratursopran inom västerländsk terminologi:
- En soprano acuto sfogato – en mycket hög och akrobatisk sångerska som klarar "höga f". Ett exempel på en sådan sångerska är Beverly Sills. "Nattens drottning" ur Mozarts Trollflöjten är en mycket känd sådan aria.
- En soprano leggero – en mycket flexibel och ljus sopran som ofta används till subrettroller, som Susanna i Mozarts Figaros bröllop.
- En lyrisk koloratursopran, som krävs för roller som till exempel Sophie i Rosenkavaljeren av Richard Strauss.[1]